# فرودگاه شهرستان جسپر (ایندیانا)
فرودگاه شهرستان جسپر (ایندیانا) (به انگلیسی: Jasper County Airport (Indiana)) یک فرودگاه همگانی ۲۰۰۶ با کد یاتا RNZ است . این فرودگاه در کشور ایالات متحده آمریکا قرار دارد و در ارتفاع ۲۱۳ متری از سطح دریا واقع شده‌است.